# Danh sách tập phim Henry Danger
Henry Danger là chương trình hài kịch tình huống về siêu anh hùng của Mỹ chiếu trên Nickelodeon. Chương trình được tạo bởi Dan Schneider và Dana Olsen. Với sự tham gia của các diễn viên Jace Norman vai Henry, Cooper Barnes vai Captain Man, Riele Downs vai Charlotte, Sean Ryan Fox vai Jasper, và Ella Anderson vai Piper.

## Số tập
| Mùa | Mùa | Số tập | Số tập | Phát sóng gốc       | Phát sóng gốc       |
| Mùa | Mùa | Số tập | Số tập | Phát sóng lần đầu   | Phát sóng lần cuối  |
| --- | --- | ------ | ------ | ------------------- | ------------------- |
|     | 1   | 25     | 25     | 26 tháng 7 năm 2014 | 16 tháng 5 năm 2015 |
|     | 2   | 20     | 20     | 12 tháng 9 năm 2015 | TBA                 |